# Хоэнфельде (Мекленбург)
Хоэнфельде (нем. Hohenfelde) — община в Германии, ганзейский город, расположен в земле Мекленбург-Передняя Померания.
Входит в состав района Бад-Доберан. Подчиняется управлению Бад Доберан-Ланд. Население составляет 831 человек (на 31 декабря 2010 года). Занимает площадь 9,43 км².